# Hooper Bay
Hooper Bay – miasto w Stanach Zjednoczonych, położone w zachodniej części stanu Alaska. Według danych na rok 2023 miasto liczy 1308 mieszkańców. Miasteczko jest siedzibą władz administracyjnych okręgu Wade Hampton.

## Historia

### Pożar (2006)
W dniu 3 sierpnia 2006 roku w mieście Hooper Bay wybuchł pożar, który zanim został ugaszony, zdołał zniszczyć powierzchnię około piętnastu akrów miasta i jego zabudowań. Zniszczonych w pożarze zostało trzydzieści pięć budynków, w tym 12 domów, szkoła podstawowa, gimnazjum, liceum, kompleks mieszkaniowy dla nauczycieli, wiele sklepów, biur i schronisk. W wyniku tego pożaru, około 70 osób zostało bez dachu nad głową.
Szybko przystąpiono do odbudowywania strat spowodowanych pożarem. Przystąpiono do odbudowy szkoły (dwupiętrowej, z dużą świetlicą i salą gimnastyczną), którą umiejscowiono po drugiej stronie miasta. Podczas odbudowy szkoły, przez kilka miesięcy uczniowie mieli zorganizowane zajęcia w kilku miejscach publicznych (takich jak: kościół, urzędy administracyjne, czy budynek służący na co dzień do gry w bingo). Nową szkołę otwarto w grudniu 2006 roku.
Przystąpiono także do odbudowania domów mieszkalnych. W pierwszej kolejności podjęto się odbudowania 5 budynków mieszkalnych - 2 domy zlokalizowane na szczycie wzgórza, skąd rozprzestrzenił się ogień, oraz 3 domy znajdujące się po drugiej stronie miasta, niedaleko nowo otwartej szkoły. Dla pozostałych rodzin niemających miejsca zamieszkania, sprowadzono "tymczasowe" domy. Kościół w Hooper Bay zatroszczył się natomiast o wyposażenie w pojazdy rodzin, które straciły swoje samochody w pożarze.

## Demografia

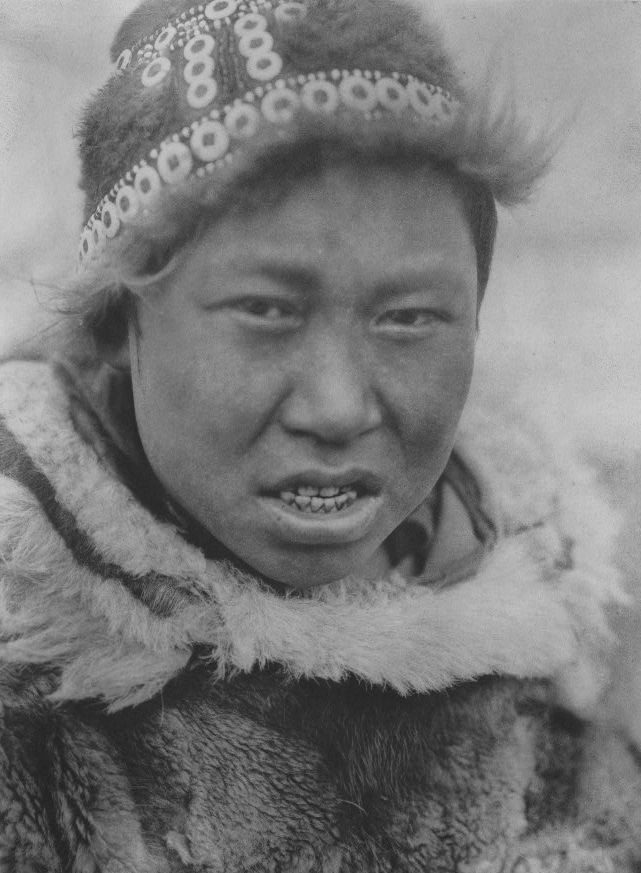
młodzieniec - rdzenny mieszkaniec Hooper Bay (1930)

Według spisu z 2000 roku w Hooper Bay mieszkało 1014 osób prowadzących 227 gospodarstw domowych, stanowiących 187 rodzin. Gęstość zaludnienia wynosiła wówczas 45,1 osób/km². W mieście zbudowanych było 239 budynków mieszkalnych (średnia gęstość zabudowań mieszkalnych to 10,6 domu/km²).
Spośród 227 gospodarstw domowych: 
- 61,7% zamieszkują rodziny z dziećmi poniżej 18. roku życia
- 34,4% stanowią małżeństwa mieszkające razem
- 30,0% stanowią kobiety nie posiadające męża
- 17,6% stanowią osoby samotne

15,4% wszystkich gospodarstw domowych składa się z jednej osoby, a 0,9% żyjących samotnie jest w wieku 65 lat lub starszych. Średnia wielkość gospodarstwa domowego wynosi 4,47 osoby, a średnia wielkość rodziny to 4,97 osoby.
Średni roczny dochód dla gospodarstwa domowego w Hooper Bay wynosi 26 667 dolarów, a średni roczny dochód dla rodziny wynosi 27 500 dolarów. Średni roczny dochód mężczyzn to 31 250 dolarów, zaś kobiet to 32 083 dolarów. Dochód roczny na osobę w mieście wynosi 7 841 dolarów. 28,4% rodzin, a zarazem 27,9% mieszkańców żyje poniżej relatywnej granicy ubóstwa, w tym 30,1% osób w wieku poniżej 18 lat i 31,6% z osób powyżej 65 roku życia.

### Wiek mieszkańców
Podział mieszkańców ze względu na wiek: 
- <18 − 49,2%
- 18-24 − 9,0%
- 25-44 − 24,5%
- 45-64 − 11,5%
- >65− 5,8%

Średnia wieku mieszkańców: 18 lat.
Na każde 100 kobiet przypada 98,8 mężczyzn (zaś na 100 kobiet powyżej 18. roku życia przypada 116,4 mężczyzn).

### Rasa mieszkańców
Podział mieszkańców Hooper Bay ze względu na rasę: 
- rasa biała - 4,24%
- rdzenni mieszkańcy Ameryki - 93,69%
- ludność dwóch lub więcej ras - 2,07%
- Hiszpanie lub Latynosi - 0,10%

## Geografia
Według danych statystycznych United States Census Bureau miasto zajmuje powierzchnię 22,7 km², z czego 22,5 km² stanowią lądy, a 0,2 km² (0,91%) to wody. 
W zachodniej części miasta znajduje się lotnisko Hooper Bay Airport, wyposażone w jeden pas startowy o długości 1006 metrów.
Hooper Bay zlokalizowane jest 32 km na południe od Cape Romanzof, gdzie mieści się baza wojskowa Cape Romanzof Air Force Station, i jednocześnie 40 km na południe od miasteczka Scammon Bay (położonego nieopodal ujścia rzeki Jukon).